# Colchester Green
Colchester Green is een gehucht in het bestuurlijke gebied Babergh, in het Engelse graafschap Suffolk. Het maakt deel van de civil parish Cockfield.